# Средно училище „Любен Каравелов“ (Добрич)
Вижте пояснителната страница за други значения на Средно училище „Любен Каравелов“.
Средно училище „Любен Каравелов“ е гимназия в град Добрич, в което се обучават ученици от 1 до 12 клас. То се финансира от бюджета на Общински съвет – град Добрич. Разположено е на адрес: жилищен комплекс „Балик“ № 5.

## История
Училището е открито през 1985 г. в съвместна експлоатация с Основно училище „Панайот Волов“. Педагогическият колектив включва преподаватели и възпитатели в начален и среден курс на ОУ „П. Волов“ и новоназначени учители. От 1995 г. училището разполага с компютърна зала. Учебното заведение е едно от 15–те училища в страната, което печели конкурс на МОН. По-старото компютърно оборудване се използва за ранно обучение в 4–ти клас.